# كريستوفر تريخو
كريستوفر برايان تريخو مورانتس (بالإسبانية: Christopher Brayan Trejo Morantes)‏ (مواليد 2 ديسمبر 1999) هو لاعب كرة قدم مكسيكي محترف يلعب كمهاجم في نادي أطلس.